# 高円宮杯 JFA U-18サッカープリンスリーグ四国
高円宮杯 JFA U-18サッカープリンスリーグ四国（たかまどのみやはい ジェイエフエイ アンダーエイティーン サッカープリンスリーグしこく）は、全国に9つある高円宮杯 JFA U-18サッカープリンスリーグのひとつ。四国地方4県（徳島県、愛媛県、香川県、高知県）の2種（高校生・ユース）チームが参加するサッカーリーグ戦である。

## 大会レギュレーション
現在 
10チームによる一回戦総当たりで行われる。
過去
2003年は8チームによる二回戦総当たり、2004年は12チームを2リーグに編成し6チームによる二回戦総当たりの後、各リーグ上位2チームずつ4チームによる一回戦総当たりの決勝リーグ、2005年と2007年は12チームによる一回戦総当たり、2006年は12チームを2リーグに編成し6チームによる一回戦総当たりの前期リーグを行い、後期は各リーグ上位3チームずつ6チームによる一回戦総当たりの上位リーグと下位3チームずつ6チームの下位リーグ。

## 参加チーム
2025年
- 愛媛FC U-18
- 徳島市立高校
- 徳島ヴォルティスユース
- 藤井学園寒川高校
- 大手前高松高校
- 四国学院大学香川西高校
- カマタマーレ讃岐 U-18
- FC今治 U-18
- 県立今治東中等教育学校
- 高知高校

## 結果
| 大会結果 | 大会結果               | 大会結果 |
| 年度     | 優勝                   | 優勝回数 |
| -------- | ---------------------- | -------- |
| 2003年   | 愛媛FCユース           | 初優勝   |
| 2004年   | 愛媛FCユース           | 2回目    |
| 2005年   | 愛媛FCユース           | 3回目    |
| 2006年   | 高知高校               | 初優勝   |
| 2007年   | 徳島ヴォルティスユース | 初優勝   |
| 2008年   | 愛媛FCユース           | 4回目    |
| 2009年   | 愛媛FCユース           | 5回目    |
| 2010年   | 愛媛FCユース           | 6回目    |
| 2011年   | 済美高校               | 初優勝   |
| 2012年   | 香川西高校             | 初優勝   |
| 2013年   | 愛媛FCユース           | 7回目    |
| 2014年   | 徳島市立高校           | 初優勝   |
| 2015年   | 徳島市立高校           | 2回目    |
| 2016年   | 明徳義塾高校           | 初優勝   |
| 2017年   | 徳島ヴォルティスユース | 2回目    |
| 2018年   | 愛媛FC U-18            | 8回目    |
| 2019年   | 徳島ヴォルティスユース | 3回目    |
| 2020年   | 徳島ヴォルティスユース | 4回目    |
| 2021年   | カマタマーレ讃岐 U-18  | 初優勝   |
| 2022年   | 愛媛FC U-18            | 9回目    |
| 2023年   | 徳島ヴォルティスユース | 5回目    |
| 2024年   | 愛媛FC U-18            | 10回目   |